# Teatergatan 3

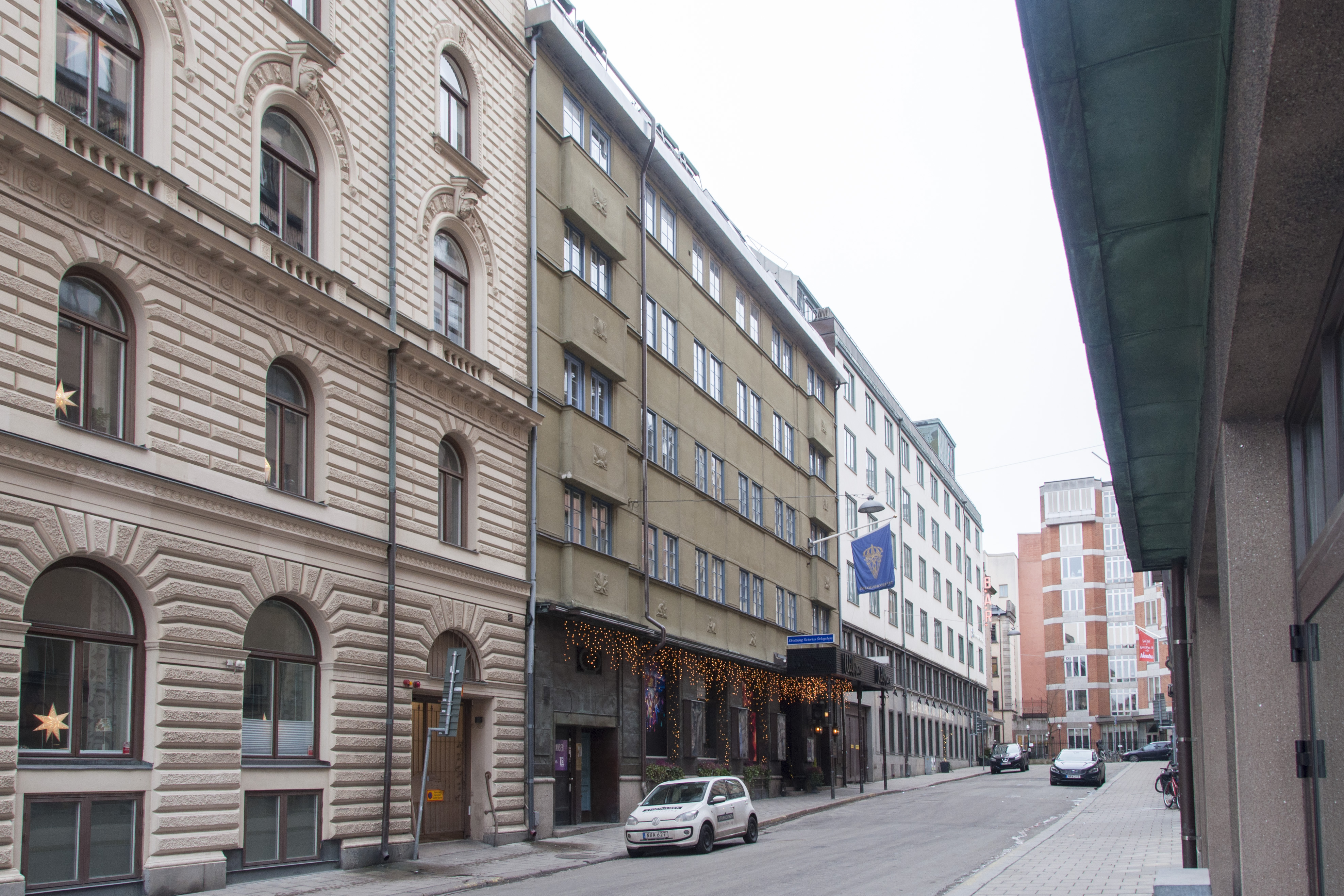
Teatergatan 3 (mitten).

Teatergatan 3 är adressen för fastigheten Käpplingeholmen 5 på Blasieholmen i Stockholm. På tomten fanns ursprungligen Svenska teatern som gett Teatergatan dess namn. Teaterbyggnaden förstördes i en brand den 30 juni 1925.
Den nuvarande byggnaden stod klar 1928 med ingenjör Axel Adling som byggherre och Ernst Spolén som arkitekt. Byggnaden skulle inhysa Hotell Atlantic med restaurang. Hotelldelen drivs sedan 1943 som Drottning Victorias Örlogshem.
Sedan 1991 finns Wallmans salonger i den tidigare restaurangen.